# Udo Liessem
Udo Liessem (geboren am 28. März 1944 in Bad Godesberg; gestorben am 16. Dezember 2023) war ein deutscher Lehrer, Kunsthistoriker und Denkmalpfleger sowie von 1977 bis 2009 Lehrbeauftragter für Baugeschichte im Fachbereich Bauwesen, Fachrichtung Architektur an der Fachhochschule des Landes Rheinland-Pfalz, Abteilung Koblenz bzw. nach deren Verselbständigung ab 1996 der Hochschule Koblenz.

## Leben
In dem heute zu Bonn gehörenden Bad Godesberg geboren, wuchs Liessem in Koblenz auf, besuchte das Gymnasium und studierte Pädagogik, nachdem ihm ein Studium der Kunstgeschichte verwehrt blieb. 1970 trat er dort in den Schuldienst ein und wirkte bis 2009 als Lehrer in Koblenz-Asterstein, an der Albert-Schweitzer-Realschule plus, vormals Duale Oberschule.
Liessem bewahrte sich sein kulturhistorisches Interesse und seine Leidenschaft für Baugeschichte, engagierte sich vor Ort und über Vereine und trat bereits 1971 in den Rheinischen Verein für Denkmalpflege und Landschaftsschutz (RVDL) sowie 1972 in die Deutsche Burgenvereinigung (DBV) ein und nahm seine rege Publikationstätigkeit auf. Die für den Willen zur Veränderung elementare Vernetzung und besonders die Verschriftlichung der Forschungsarbeiten sollten sich als „rote Fäden in seinem Wirken“ zeigen. Dabei lag sein Schwerpunkt zunächst auf dem Raum Koblenz, der Mittelrheinregion und der frühen Neuzeit. Liessem erarbeitete sich in den 1970er Jahren rasch einen guten fachlichen Ruf, gepaart mit seiner pädagogischen Begabung wurde es ihm möglich als Lehrbeauftragter für Baugeschichte im Fachbereich Bauwesen, Fachrichtung Architektur an der Fachhochschule des Landes Rheinland-Pfalz, Abteilung Koblenz bzw. nach deren Verselbständigung ab 1996 der Hochschule Koblenz von 1977 bis 2009 Lehrveranstaltungen zu halten. 1980 wurde er zudem in den Wissenschaftlichen Beirat der DBV berufen, seit 1989 bis zu seinem Tod gehörte er der Redaktion der Fachzeitschrift der DBV “Burgen und Schlösser” an. Weitere Funktionen nahm er von 1992 bis 2004 als Mitglied im Beirat für Denkmalpflege des Landes Rheinland-Pfalz sowie von 1997 bis 2015 als Vorstand des Denkmalpflegebeirats der Stadt Koblenz wahr. 1975 war er Mitgründer des damaligen Ortsvereins Koblenz-Neuwied innerhalb des RVDL, mit dessen Umfirmierung zum Regionalverband Rhein-Mosel-Lahn übernahm er von 1997 bis 2015 dessen Vorsitz. 2019 ernannte ihn der Regionalverband zu seinem Ehrenvorsitzenden, 2020 wurde er dann auch Ehrenmitglied des Gesamtvereins. Die DBV zeichnete Liessem parallel 2019 zum Ehrenmitglied aus.
Udo Liessem publizierte gut 300 Aufsätze und Fachschriften zu Kunstdenkmälern, Denkmalschutzfragen sowie Burgen und Schlössern, so ab 1975 in der Fachzeitschrift “Burgen und Schlösser”. Die Befassung mit der Architektur und Kunstgeschichte des 19. Jahrhunderts spielte seit den 1970er Jahren in der Betätigung von Liessem eine bedeutende Rolle. Er gehörte im Koblenzer Raum und auch darüber hinaus zu den Vordenkern und Anführern jener, die eine Neubewertung der Kunst des 19. Jahrhunderts und hiermit auch dem Thema Preußen anstrebten. So veröffentlichte er in diesem Rahmen mehrere Arbeiten zu Johann Claudius von Lassaulx (1982, 1989, 1998 und 2005). Sein 1986 gemeinsam mit Herbert Dellwing als Pilotprojekt in der Reihe der Denkmaltopographie der Stadt Koblenz erschienener Band zur südlichen Vorstadt und zu Oberwerth war maßstabsetzend.
Ab 2017 verschlechterte sich Liessems Gesundheitszustand stetig. Die Teilnahme am kulturellen Leben, Reisen sowie seinen Forscherdrang versuchte er dabei so lange wie möglich aufrechtzuerhalten. Seine Beisetzung fand in der Stadt Bendorf statt.

## Schriften (Auswahl)
- mit Herbert Dellwing: Stadt Koblenz. Südliche Vorstadt und Oberwerth (Kulturdenkmäler in Rheinland-Pfalz, Band 3.1) Wernersche Verlagsgesellschaft, Worms 1986, ISBN 3-590-31033-2 (einbezogen in: Stadt Koblenz. Stadtteile (Kulturdenkmäler in Rheinland-Pfalz, Band 3.3), Wernersche Verlagsgesellschaft, Worms 2013, ISBN 	978-3-88462-345-9)
- Die Florinskirche in Koblenz (Große Baudenkmäler, Heft 291), Deutscher Kunstverlag, München/Berlin 1975 (2. Aufl. 1988)
- Das Mittelrhein-Museum in Koblenz und seine Bauten (Rheinische Kunststätten, Heft 201) Rheinischer Verein für Denkmalpflege und Landschaftsschutz, Neuss 1977, ISBN 3-88094-206-4
- mit Ulrich Löber, Bertram Resmini und Dirk Hamann: Die Festung Ehrenbreitstein und das Landesmuseum Koblenz (Rheinische Kunststätten, Heft 208) Rheinischer Verein für Denkmalpflege und Landschaftsschutz, Neuss 1978, ISBN 3-88094-248-X
- Die Herz-Jesu-Kirche in Koblenz (Große Baudenkmäler, Heft 317), Deutscher Kunstverlag, München/Berlin 1979 (2. Aufl. 1986)
- mit Franz Hermann Kemp und Dietrich Schabow: Bendorf-Sayn (Rheinische Kunststätten, Heft 294) Rheinischer Verein für Denkmalpflege und Landschaftsschutz, Neuss 1984, ISBN 3-88094-476-8
- mit Alexander Thon: Niederburg und Oberburg Kobern mit Matthiaskapelle, Generaldirektion Kulturelles Erbe Rheinland-Pfalz (Hrsg.), Schnell + Steiner, Regensburg 2008, ISBN 	978-3-7954-1462-7
- mit Alexander Thon: Die Johanniskirche in Lahnstein (Große Kunstführer, Heft 275), Schnell + Steiner, Regensburg 2014, ISBN 978-3-7954-2697-2
- mit Alexander Thon: Johanniskirche Lahnstein (Kleine Kunstführer, Heft 2863), Schnell + Steiner, Regensburg 2017, ISBN 978-3-7954-7053-1
- mit Angelika Gause: Stiftskirche St. Florin Koblenz (Kleine Kunstführer, Heft 2864), Schnell + Steiner, Regensburg 2017, ISBN 978-3-7954-7054-8
- mit Alexander Thon: Burg Nassau über Nassau (Kleine Kunstführer, Heft 2891), Schnell + Steiner, Regensburg 2017, ISBN 978-3-7954-7109-5